# سيلفستر شتادلر
سيلفستر شتادلر (بالألمانية: Sylvester Stadler)‏ هو عسكري نمساوي، ولد في 30 ديسمبر 1910 في فونسدورف في النمسا، وتوفي في 23 أغسطس 1995 في كونيغسبرون في ألمانيا.